# Брюховицька селищна рада
Брюховицька селищна рада  — орган місцевого самоврядування у складі Шевченківського району міста Львова Львівської області з адміністративним центром у селищі міського типу Брюховичі.

## Населені пункти
Селищній раді підпорядковані населені пункти:
- смт. Брюховичі

## Історія
Брюховицька селищна рада утворена в 1956 році. Вона приймає рішення про організацію діяльності смт. Брюховичі. В 1990 році на першій сесії 21-го скликання депутатським корпусом селищної ради прийнято рішення на розв'язання житлового питання - це був курс на приватне будівництво семитисячного селища. Було розроблено квартали забудови вул. Смолистої, вул. Прилуцької, вул. Бурденка, вул. Львівської, вул. Дитячої, вул. Ряснянської.
У 1994 році Брюховицька селищна рада взяла курс на приватизацію комунального майна. Були приватизовані шляхом конкурсу об'єкти громадського харчування, магазини, кінотеатр, лазня, будинок побуту.
Проведено перейменування вулиць та впорядковано нумерацію будинків. Побудовано нові дороги з твердим покриттям на вул. Смолистій, вул. Львівській, побудовано нові електропідстанції, розширено на 2,5 га селищне кладовище.

## Склад ради
Рада складається з 26-ти депутатів та селищного голови.

### Склад виконавчого комітету
- Голова — Доманський Володимир Володимирович
- Керуючий справами виконавчого комітету — Вознюк Дмитро Леонтійович
- Секретар — Ощудляк Олександра Омельянівна
- 8 членів виконавчого комітету

### Керівний склад попередніх скликань
| ПІБ                                | Основні відомості | Дата обрання | Дата звільнення |
| ---------------------------------- | ----------------- | ------------ | --------------- |
| Сало Іван Максимович               | Селищний голова   | 1990         | 2006            |
| Процик Олексій Стефанович          | Селищний голова   | 2006         | 2015            |
| Доманський Володимир Володимирович | Селищний голова   | 2015         |                 |

### Депутати (за результатами місцевих виборів 2015-го року)
| № округу | Прізвище, ім'я, по батькові      | Партійна приналежність | Відомості про обраного депутата |
| -------- | -------------------------------- | ---------------------- | ------------------------------- |
| 1        | Свірнюк Мар'ян Миколайович       |                        |                                 |
| 2        | Кінаш Любомир Михайлович         |                        |                                 |
| 3        | Кобявка Ігор Петрович            |                        |                                 |
| 4        | Боднар Андрій Станіславович      |                        |                                 |
| 5        | Денега Віталій Богданович        |                        |                                 |
| 6        | Олійник Арсен Всеволодович       |                        |                                 |
| 7        | Данькевич Володимир Михайлович   |                        |                                 |
| 8        | Шипак Ігор Богданович            |                        |                                 |
| 9        | Дроздовський Андрій Євгенович    |                        |                                 |
| 10       | Гук Ольга Миронівна              |                        |                                 |
| 11       | Свірнюк Олег Миколайович         |                        |                                 |
| 12       | Собко Микола Михайлович          |                        |                                 |
| 13       | Кукіль Любомир Євгенович         |                        |                                 |
| 14       | Кута Роман Володимирович         |                        |                                 |
| 15       | Литвинчук Владислав Вікторович   |                        |                                 |
| 16       | Проць Ярослав Юліанович          |                        |                                 |
| 17       | Гаврушко Олег Миколайович        |                        |                                 |
| 18       | Суворов Роман Вікторович         |                        |                                 |
| 19       | Книга Марія Володимирівна        |                        |                                 |
| 20       | Хруник Володимир Васильович      |                        |                                 |
| 21       | Руденко Любов Іванівна           |                        |                                 |
| 22       | Городецька Зоряна Дмитрівна      |                        |                                 |
| 23       | Живко Богдан Ярославович         |                        |                                 |
| 24       | Дудар Євген Анатолійович         |                        |                                 |
| 25       | Ощудляк Олександра Омелянівна    |                        |                                 |
| 26       | Камінський Владислав Любомирович |                        |                                 |

## Дні прийому громадян
Понеділок з 14:00 до 17:00
Четвер з 09:00 до 13:00

## Установи
1. Спортивна школа № 6
2. Музична школа № 7
3. Бібліотека